# Eddie Ojeda
Eddie Ojeda (Nova Iorque, 5 de agosto de 1955) é um guitarrista dos Estados Unidos, um dos dois guitarristas da banda de hard rock Twisted Sister.